# Бекряшев, Николай Георгиевич
Никола́й Гео́ргиевич (Его́рович) Бе́кряшев (11 апреля (30) марта 1874 — 6 апреля 1939) — русский художник, директор музея культуры Северной Двины (ныне — Великоустюгский музей-заповедник) с 1924 по 1938 годы, хранитель историко-архитектурного наследия города Великий Устюг. 

## Биография

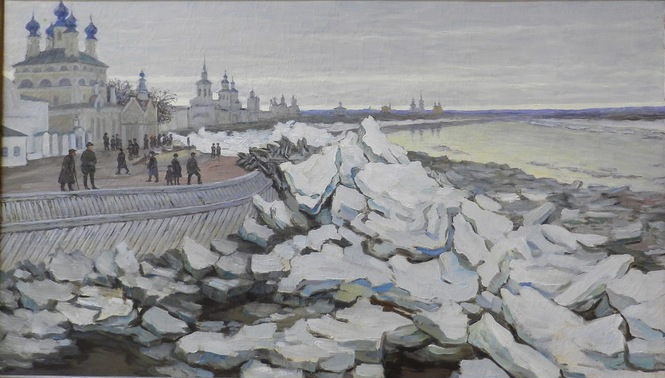
«Ледоход в Великом Устюге на реке Сухона» (1923)

Николай Георгиевич Бекряшев родился 11 апреля (30 марта) в селе Виропяха (современная Долгополовская) недалеко от Красноборска Сольвычегодского уезда Вологодской губернии. Родителями будущего художника были Мария Николаевна и Егор Николаевич Бекряшевы. Николай Бекряшев учился в санкт-петербургском Высшем художественном училище при Императорской Академии художеств (1900—1910), специализировался на жанровой живописи. Получил звание художника (2.11.1910) за картину «Выбор приданого» .
В 1918 году открылся музей культуры Северной Двины в Великом Устюге. Мероприятие предваряла выставка живописи Александра Алексеевича Борисова. Первым директором музея назначили Евлампия Бурцева, после смерти которого 20 ноября 1924 года его пост занял Бекряшев. С 1918 года он находился в круге местной интеллигенции, стремящейся сохранить историческое наследие города. Со своими коллегами Бекряшев пришёл к компромиссу по вопросу сохранения местной церкви от разрушения: церковная утварь была конфискована, а здание признали историко-культурным наследием.
Первоначально музей располагался на территории Михайло-Архангельского монастыря в центре города. В 1921 году Бекряшеву удалось воспрепятствовать местным властям, заинтересованным в сносе всех церквей, и привлечь внимание московской комиссии, которая причислила ряд зданий в Великом Устюге к культурному наследию. В 1923 году он учредил краеведческое общество Северной Двины, члены которого лично осматривали город для выявления зданий культурного значения. В результате этой работы, Великий Устюг сохранил много исторических зданий и сегодня остаётся одним из наиболее хорошо сохранившихся архитектурных ансамблей в России
Николая Бекряшева арестовали 20 февраля 1938 года во время Большого террора и приговорили к трём годам лишения свободы за контрреволюционную деятельность. Он скончался 6 апреля 1939 года в трудовом лагере, возле Плесецка Архангельской области.
В 2000 году его посмертно удостоили звания Почётного гражданина Великого Устюга. Памятная доска Николаю Бекряшеву открыта на здании Музея истории и культуры Великого Устюга.